# Nová Ves (Horšovský Týn)
Nová Ves je část města Horšovský Týn v okrese Domažlice v Plzeňském kraji. Nachází se na jihu Horšovského Týna. Prochází zde silnice II/197. Je zde evidováno 35 adres. V roce 2011 zde trvale žilo 94 obyvatel.
Nová Ves leží v katastrálním území Horšovský Týn o výměře 19,77 km².

## Historie
První písemná zmínka o vesnici pochází z roku 1787.

## Obyvatelstvo
| Rok            | 1869 | 1880 | 1890 | 1900 | 1910 | 1921 | 1930 | 1950 | 1961 | 1970 | 1980 | 1991 | 2001 | 2011 | 2021 |
| -------------- | ---- | ---- | ---- | ---- | ---- | ---- | ---- | ---- | ---- | ---- | ---- | ---- | ---- | ---- | ---- |
| Počet obyvatel | 108  | 158  | 154  | 114  | 118  | 160  | 167  | 67   | 77   | 84   | 91   | 58   | 61   | 94   | 86   |
| Počet domů     | 21   | 23   | 25   | 25   | 25   | 25   | 25   | 28   | 28   | 16   | 19   | 20   | 23   | 25   | 26   |

## Další fotografie

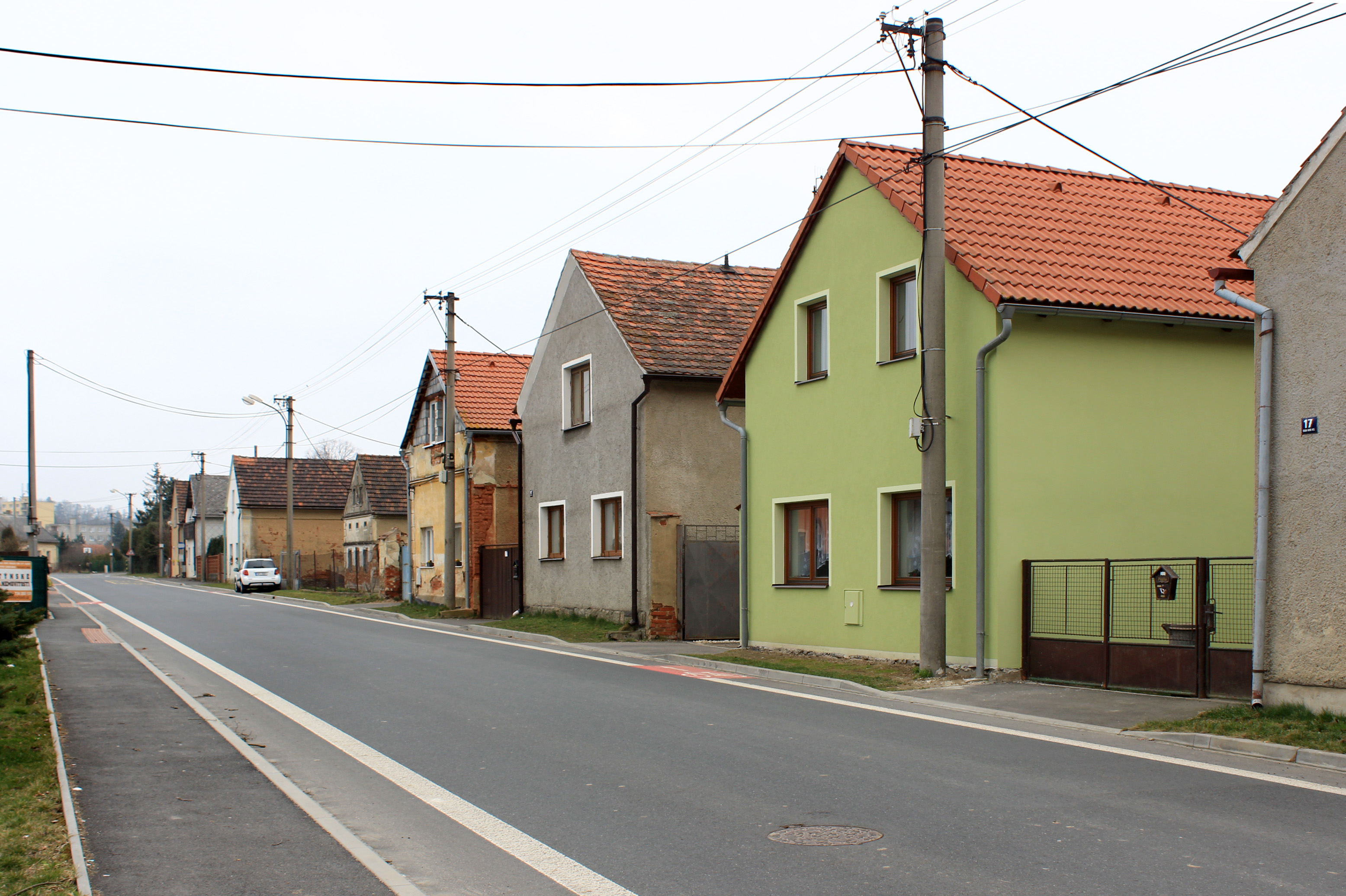
Vrchlického ulice
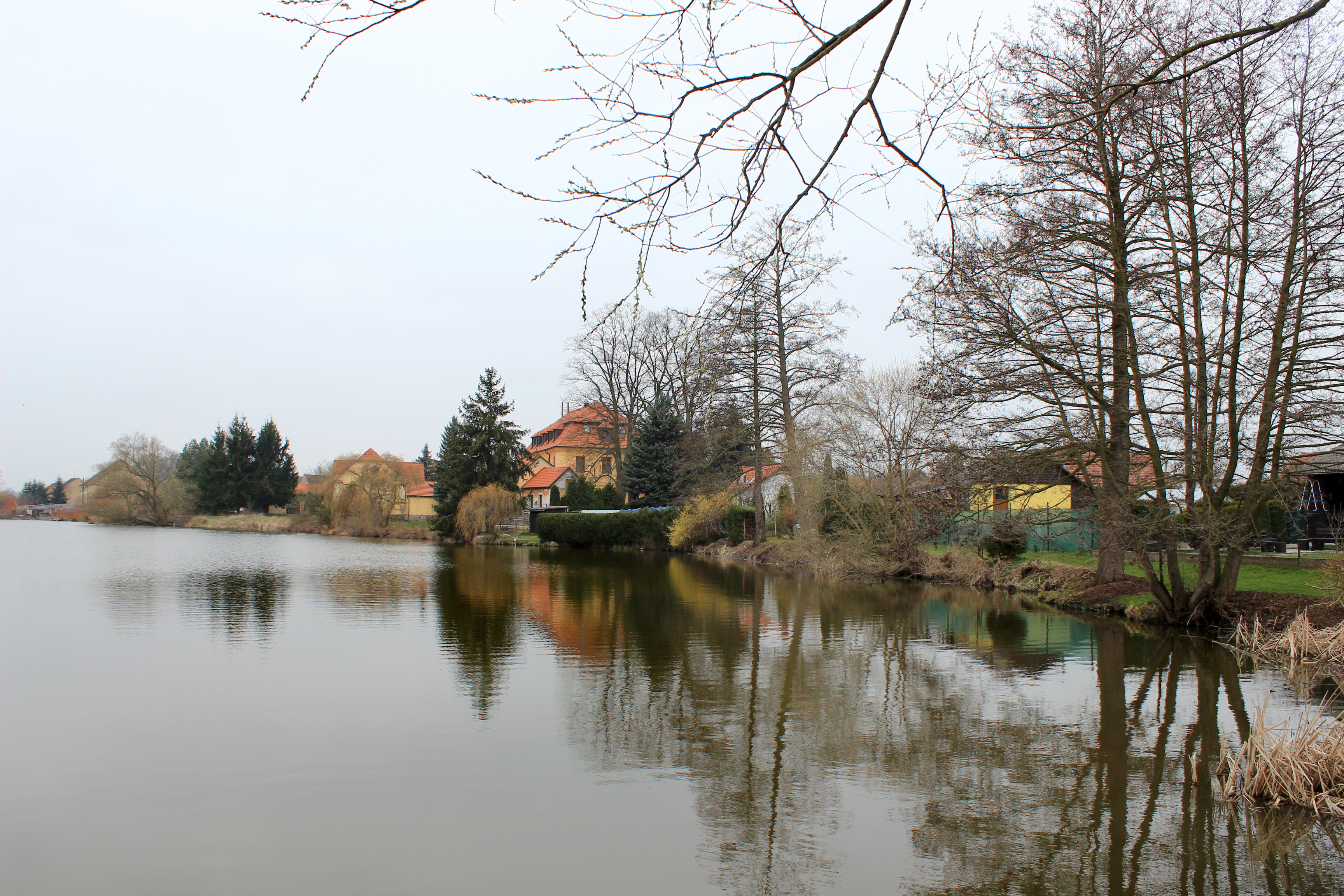
Novoveský rybník
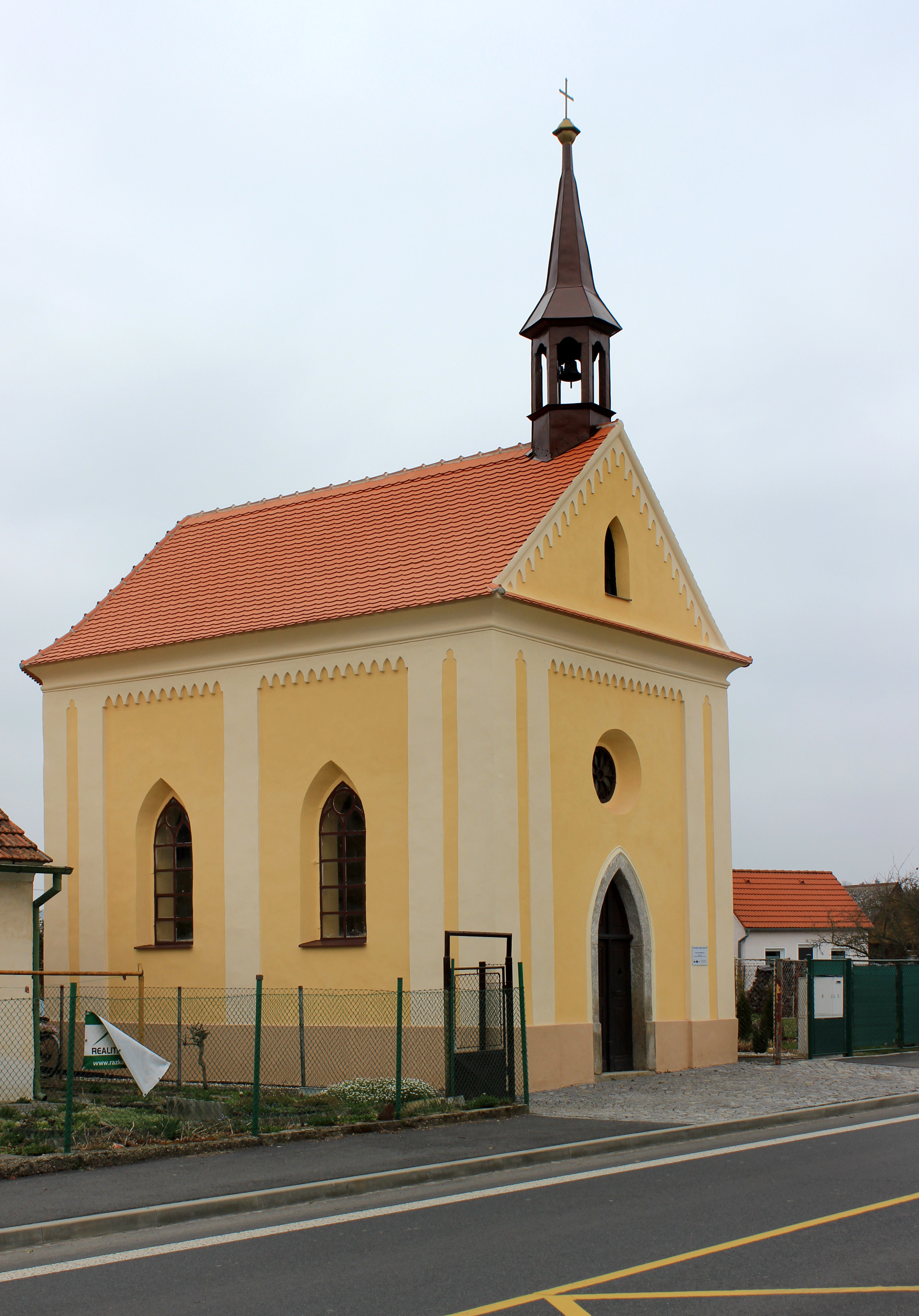
Kaple u silnice